# سیلویو پیولا
سیلویو پیولا (به ایتالیایی: Silvio Piola) بازیکن فوتبال و اهل ایتالیا بود

## تیم ملی
از سال ۱۹۳۵ میلادی عضو تیم ملی فوتبال ایتالیا بوده و در ۳۴ بازی ملی حضور داشته‌است. او در بازی‌های ملی‌اش ۳۰ گل به ثمر رساند.
سیلویو پیولا آخرین بازی ملی خود را در سال ۱۹۵۲ میلادی انجام داد. وی با 274 گل، عنوان بهترین گلزن تاریخ مسابقات فوتبال سری آ ایتالیا را در اختیار دارد.